# Arboreto Heaps Peak
La Arboreto Heaps Peak (en inglés: Heaps Peak Arboretum) es una reserva botánica, arboreto y jardín botánico en la proximidad de Lake Arrowhead, California (Estados Unidos de América).

## Localización
Heaps Peak Arboretum al lado de la Highway 18, Lake Arrowhead, Condado de San Bernardino.
Planos y vistas satelitales.34°14′5.02″N 117°8′26.14″O / 34.2347278, -117.1405944
- Altitud: 1955 m s. n. m. (6414 pies)

Se encuentra abierto a diario desde el alba hasta el ocaso, se paga una tarifa de entrada.

## Historia
El arboreto "Heaps Peak" descansa justo en el lugar donde el colono pionero Fred Heaps estableció un rancho a finales de 1800. Después de su muerte, el rancho pasó a manos de su sobrino y más tarde se convirtió en una zona de extracción maderera.
En 1922, un incendio devastó el sitio, dejando sólo restos de árboles ennegrecidos. Seis años más tarde, el Club de la Mujer de Lake Arrowhead, dirigido por Mary Putnam Henck, organizó la primera plantación de nuevos árboles. Los miembros del club y estudiantes de la "Lake Arrowhead Elementary School" ayudaron en este proyecto. En 1931, el sitio fue nombrado oficialmente el "Heaps Peak Reforestation Project".
Durante la siguiente década el club de mujeres continuó fielmente sus esfuerzos de plantación. Pero toda la actividad de siembra se detuvo con el estallido de la Segunda Guerra Mundial.
El fuego asoló otra vez la zona en 1956. Afortunadamente, la mayoría de los árboles sobrevivieron. Sin embargo, el Servicio Forestal de los Estados Unidos y la comunidad habían abandonado el cuidado del sitio y, en 1982, se había convertido en un vertedero ilegal. Los vehículos que viajan al sitio destruían las especies sensibles de raíz y el suelo estaba erosionado. Las toxinas de los residuos domésticos se derramaron sobre el suelo y los refrigeradores oxidados estropeaban el paisaje.
Molesto por la negligencia en que se encontraba el sitio del arboreto, su fundador, George Hesemann, decidió rescatarlo. Obtuvo el permiso del Servicio Forestal para administrar el sitio y el 10 de agosto de 1982, los voluntarios comenzaron a limpiarlo y la creación de senderos. (Sólo cuatro árboles fueron retirados para crear los senderos - el más grande sólo seis pulgadas de diámetro -. Y 175 nuevos árboles fueron plantados). Los voluntarios instalaron alambre de púas alrededor del perímetro para evitar el vandalismo. 
Hesemann creó la asociación "Rim of the World Interpretive Association" (ROWIA), con la intención de apoyar y cuidar a las nuevas bases del "Heaps Peak Arboretum". Después de su muerte en 1998, se plantó un árbol en su memoria cerca de los jardines de demostración. El trabajo de hoy continúa bajo la dirección de la junta de directores de ROWIA y miembros voluntarios.

## Colecciones
En este jardín botánico se presentan: 
- Sequoia Trail (Sendero de las sequoias)
- San Bernardino Mountains Native Plants, (Plantas nativas de las montañas San Bernardino).
- California Native Plants (Plantas nativas de California)
- Butterfly Garden (Jardín de las mariposas)
- Wild California roses (Rosas silvestres de California)
- The Meadow Garden (Jardín del prado)